# Міхаель Роденберг
Міхаель Роденберг, прізвисько Міро, німецький клавішник і музичний продюсер відомий своєю роботою з такими павер-метал гуртами як Angra, Shaaman, Luca Turilli, Rhapsody of Fire, Kamelot і Heavens Gate. В основному працює з Сашою Петом.
Крім продюсерської роботи, Міро працює з багатьма гуртами як клавішник, і також робить оркестрові аранжування. Довгий період він провів як запрошений музикант в гурті Kamelot, записавши усі клавішні партіїна їхніх студійних альбомах з 1999 по 2005 роки, аж поки вони взяли Олівера Палотаї, який виступав у їхніх турах, як повноправного учасника гурту.
В 2004 році, він брав участь у метал-опері Aina, проекті з багатьма хеві-метал музикантами.
У 2007 році він і Саша Пет допомогли відродити проект Тобіаса Саммета метал-оперу Avantasia, випустивши три альбоми трилогії The Wicked Trilogy(на яких Міро яких Міро зіграв більшість клавішних партій) і також взяв участь у двох світових турах.

## Робота

### Продюсер
- 1997 — Rhapsody — Legendary Tales (CD)
- 1998 — Rhapsody — Symphony of Enchanted Lands (CD)
- 1999 — Лука Туріллі — King of the Nordic Twilight (CD)
- 1999 — Kamelot — The Fourth Legacy (CD)
- 2000 — Rhapsody — Dawn of Victory (CD)
- 2000 — Rhapsody — Holy Thunderforce (CD5")
- 2001 — Kamelot — Karma (CD)
- 2001 — Rhapsody — Rain of a Thousand Flames (CD)
- 2002 — Rhapsody — Power of the Dragonflame (CD)
- 2002 — Luca Turilli — Prophet of the Last Eclipse (CD)
- 2003 — Kamelot — Epica (CD)
- 2004 — Rhapsody — Tales from the Emerald Sword Saga (CD)
- 2004 — After Forever — Invisible Circles (CD)
- 2005 — Kamelot — The Black Halo (CD)
- 2005 — Epica — The Score — An Epic Journey (SACD)
- 2007 — Kamelot — Ghost Opera (CD)
- 2007 — Epica — The Divine Conspiracy (CD)
- 2009 — Epica — Design Your Universe (CD)
- 2010 — Kamelot — Poetry for the Poisoned (CD)
- 2012 — Epica — Requiem for the Indifferent (CD)
- 2012 — Trillium — Alloy (CD)

### Участь

#### Aina
- 2003 — Days of Rising Doom (CD/DVD)

#### Avantasia
- 2007 — Lost in Space Part I (EP)
- 2007 — Lost in Space Part II (EP)
- 2008 — The Scarecrow (CD)
- 2010 — The Wicked Symphony (CD)
- 2010 — Angel of Babylon (CD)
- 2011 — The Flying Opera (CD/DVD)
- 2013 — The Mystery of Time (CD)

#### Brainstorm
- 2000 — Ambiguity (CD)
- 2001 — Metus Mortis (CD)
- 2003 — Soul Temptation (CD)

#### Edguy
- 2011 — Age of the Joker

#### Kamelot
- 1999 — The Fourth Legacy (CD)
- 2001 — Karma (CD)
- 2003 — Epica (CD)
- 2005 — The Black Halo (CD)
- 2007 — Ghost Opera (CD)
- 2010 — Poetry for the Poisoned (CD)
- 2012 — Silverthorn (CD)

#### Rhapsody of Fire
- 1997 — Legendary Tales (Хор і продюсер)
- 1999 — Symphony of Enchanted Lands (Хор і продюсер)
- 2000 — Dawn of Victory (Епічний хор і продюсер)
- 2002 — Power of the Dragonflame (Епічний хор і продюсер)

#### Лука Туріллі
- 1999 — King of the Nordic Twilight (CD)
- 2002 — Prophet of the Last Eclipse (CD)

#### Shaaman
- 2002 — Ritual
- 2005 — Reason (CD)

#### Thalion
- 2004 — Another Sun (CD)